# Quarten
Quarten är en ort och kommun i distriktet Sarganserland i kantonen Sankt Gallen, Schweiz. Kommunen har 3 085 invånare (2023).
Kommunen ligger på båda sidor om sjön Walensee. På den norra sidan ligger byn Quinten, på den södra sidan ligger byarna Murg, Unterterzen och Mols vid sjön och byarna Quarten och Oberterzen på bergssidan ovanför sjön. 
| Ort         | Invånare 31 dec 2018 |
| ----------- | -------------------- |
| Mols        | 548                  |
| Murg        | 743                  |
| Oberterzen  | 335                  |
| Quarten     | 379                  |
| Quinten     | 38                   |
| Unterterzen | 818                  |